# باگاسی
باگاسی شهری در شهرستان باگاسی در استان باله در بورکینافاسوی جنوبی است و جمعیت آن ۲۹۷۷ نفر است.